# マルクトローダッハ
マルクトローダッハ (ドイツ語: Marktrodach) は、ドイツ バイエルン州 オーバーフランケン行政管区のクローナハ郡に属する市場町。クローナハ市の東約6kmに位置し、町内を連邦道B173およびB303が通っている。

## 地理

### 位置
マルクトローダッハは、ローダッハ川沿い、フランケンヴァルト自然公園内に位置する。

### 自治体の構成
この町は、公式には21の地区 (Ort) からなる。このうち孤立農場などを除く集落を以下に列記する。
- グロースヴィヒタッハ
- クラインヴィヒタッハ
- オーバーローダッハ
- ザイベルスドルフ
- ウンターローダッハ
- ヴァルトブーフ
- ヴァレンフェルス
- ヴルバッハ
- ツァイエルン

## 行政

### 町議会
マルクトローダッハの町議会は、町長を含め17議席である。

### 紋章
紋章の図柄：上部は銀色と黒とで四分割される。下部は赤地にユニコーンの頭部、両側には斜めに配置された筏の鈎が描かれている。

## スポーツクラブ
- FC ウンター/オーバーローダッハ1920 e.V
- FC ザイベルスドルフ 1921 e.V

## 余暇施設およびスポーツ施設
- FC U/O ルイス・ディートリヒ・スポーツ広場
- ローダッハタールホール
- エミール・ブリューヒェル・スポーツ広場

## 文化と見所
- ウンターローダッハ筏博物館
- ザイベルスドルフ辺境伯教会

## 引用
1. ↑  https://www.statistikdaten.bayern.de/genesis/online?operation=result&code=12411-003r&leerzeilen=false&language=de Genesis-Online-Datenbank des Bayerischen Landesamtes für Statistik Tabelle 12411-003r Fortschreibung des Bevölkerungsstandes: Gemeinden, Stichtag (Einwohnerzahlen auf Grundlage des Zensus 2011)
2. ↑  Bayerische Landesbibliothek Online